# Liten (litterär figur)
Liten (engelska: Small) är en figur som förekommer i A.A. Milnes berättelser om Nalle Puh. Han är en liten skalbagge som är en av Kanins vänner och bor i Sjumilaskogen. Han kommer ofta bort (antagligen har han det när ingen har sett honom på länge) och Kanin måste organisera en jakt för att finna honom.